# Le Knack... et comment l'avoir
Pour plus de détails, voir Fiche technique et Distribution.
Le Knack... et comment l'avoir (The Knack...and How to Get It) est un film britannique réalisé par Richard Lester et sorti en 1965.

## Synopsis
En Angleterre, les temps changent : à présent ce sont les mods et les rockeurs qui tiennent le haut du pavé. Le jour où Nancy descend du train à Londres, les valises à bout de bras, à la recherche d'une auberge de jeunesse, Colin pour sa part commence à en avoir assez que la révolution sexuelle lui passe sous le nez. Il supplie donc son ami le dandy Tolen de lui apprendre comment avoir le « knack » (c'est-à-dire le « truc », le « chic », le « mojo ») et comment parvenir ainsi à aligner les conquêtes. Par le plus heureux des hasards, alors qu'il est parti faire l'achat d'un lit de dimensions supérieures à celui de Tolen, Colin et son nouveau locataire, Tom, font la rencontre de Nancy. Les trois s'entendent comme larrons en foire. L'histoire cependant se corse, à partir du moment où Tolen fait la connaissance de Nancy.

## Fiche technique
- Titre : Le Knack... et comment l'avoir
- Titre original anglais : The Knack...and How to Get It
- Réalisation : Richard Lester
- Scénario : Charles Wood (en) et Ann Jellicoe (en)
- Production : Leigh Aman, Michael Deeley et Oscar Lewenstein, pour Woodfall Film Productions
- Musique : John Barry
- Photographie : David Watkin
- Montage : Antony Gibbs
- Costumes : Jocelyn Rickards
- Société de production : Woodfall Film Productions
- Pays de production :  Royaume-Uni
- Langue originale : anglais britannique
- Format : noir et blanc - son mono
- Genre : Comédie
- Durée : 85 minutes
- Date de sortie :
  - Royaume-Uni : 3 juin 1965
  - France : 7 juillet 1965

## Distribution
- Rita Tushingham : Nancy Jones
- Ray Brooks (en) : Tolen
- Michael Crawford : Colin
- Donal Donnelly : Tom
- William Dexter : le vendeur de robes
- Charles Dyer : l'homme dans le photomaton
- Margot Thomas : la professeure
- John Bluthal (en) : le père en colère
- Helen Lennox : la femme dans le photomaton
- Wensley Pithey : le professeur
- Edgar Wreford (en) : l'homme dans la cabine téléphonique
- Frank Sieman : l'arpenteur
- Bruce Lacey (en) : l'assistant de l'arpenteur
- George Chisholm (en) : le porteur de bagages
- Peter Copley (en) : le propriétaire du tableau
- Timothy Bateson : le propriétaire de la décharge
- Dandy Nichols (en) : la propriétaire de l'appartement de Tom
- Wanda Ventham (en) : la gymnaste
- Julian Holloway (en) et Kenneth Farrington (en) : les gardes
- Jane Birkin : la motarde
- Jacqueline Bisset : la mannequin
- Charlotte Rampling : la skieuse nautique
- Lucille Soong : la fille du sauna

## Récompenses
- Palme d'or et Mention spéciale de la Commission Supérieure Technique au Festival de Cannes 1965[1]

### Vidéographie
- zone 2 : The Knack …and How to Get It : Le Knack… et comment l'avoir, MGM Home Entertainment, 2004,  (EAN 8-717438-133263).